# 军机处胡同
军机处胡同是北京市海淀区一条已经消失了的胡同。消失前的军机处胡同位于海淀镇核心地带南北走向，南口通海淀镇，北口曾经可以直达皇家园林圆明园，燕京大学在海淀建成后，军机处胡同的北口被截断，通燕京大学南墙（即今北京大学南墙）。

## 特点
军机处胡同得名于清朝中央政府一个重要机构军机处，依照清朝的制度，供职于军机处的军机大臣必须轮流值班辅佐君侧，因此在故宫隆宗门内有军机处值房三间，是军机处的正式办公地点，由于清朝皇帝常以颐和园为夏季行宫，故而军机处在颐和园附近的海淀镇另设有一处值房曰“外值庐”，以便辅理政务，久而久之军机处值房所在的胡同就被称作军机处胡同。
军机处胡同因为军机处外值庐的存在而显得与众不同，成为一处“贵人”集中的所在，清朝时期，许多部院大臣为了接近皇帝和军机处，纷纷在军机处胡同置地修宅，因而军机处胡同中的四合院建筑大多雕梁画栋，气势不凡，属于四合院中的上品。
历史上曾经居住于军机处胡同中的名人有李莲英、斯诺、侯仁之等人。
清末著名太监李莲英在军机处胡同北口有一处宅院，据史料记载院落坐北朝南布局规整，是一处三进四合院，在建设燕京大学时，李莲英的住宅成为燕大校园的一部分，现在宅院无存仅余几棵古槐。美国记者、作家埃德加·斯诺受聘燕京大学时曾经长期居住在军机处胡同8号。著名历史地理学家中国科学院院士侯仁之先生是斯诺在军机处胡同的邻居。
除了他们，曾经居住在军机处胡同的名人还有民国时期北京的武术高手李剑华、燕大名医李天爵等人。
1949年后，很多中国共产党的中层干部住在军机处胡同，这也使得军机处胡同在整个中关村地区非常有名。
2001年，为了修建四环路军机处胡同南段被拆除，仅余下约30米的残部，到了2002年，随着对整个中关村地区开发的启动，军机处胡同从地图上彻底消失，成为了一个历史名词。

## 相关连接
- 军机处